# Willet
Willet – miasto w Stanach Zjednoczonych, w stanie Nowy Jork, w hrabstwie Cortland.